# Lied Bluff
Das Lied Bluff ist ein 125,5 m hoher und felsiger Hügel an der Ingrid-Christensen-Küste des ostantarktischen Prinzessin-Elisabeth-Lands. Er ragt 2,5 km nördlich des Club Lake im nordzentralen Teil der Breidnes-Halbinsel in den Vestfoldbergen auf. Seine Südflanke ist nahezu lotrecht.
Norwegische Kartografen kartierten ihn anhand von Luftaufnahmen der Lars-Christensen-Expedition 1936/37. Das Antarctic Names Committee of Australia benannte ihn nach Nils Tønder Lied (1920–1993), Wetterbeobachter auf der Davis-Station im Jahr 1957.